# Apinajé
Gli Apinajé sono un gruppo etnico del Brasile che ha una popolazione stimata in circa 1.847 individui (Funasa, 2010). Sono principalmente di fede animista.

## Lingua
Parlano la lingua apinaye (codice ISO 639: APN) che appartiene alla famiglia linguistica Jê.

## Insediamenti
Vivono nello stato di Tocantins, vicino Tocantinópolis, in circa 6 villaggi.

## Organizzazione sociale
Le coltivazioni praticate più comuni sono banane, fagioli, fave, papaie, arachidi, zucche, patate dolci, angurie e patate dolci. Le famiglie allevano bovini, maiali e polli. Caccia e pesca sono un supplemento per l'alimentazione. In passato estraevano noci babaçu e le barattavano e le rivendevano per ottenere altri beni di prima necessità o attrezzi.